# Григорьев, Вадим Борисович (режиссёр)
Вадим Борисович Григорьев (28 июня 1936, Томск — 1 мая 2024, Москва) — советский актёр и театральный режиссёр, заслуженный деятель искусств Казахской ССР (1975).

## Биография
Отец Борис Петрович Григорьев — фронтовик, работник областного сельскохозяйственного управления. Мать — Ия Геннадьевна Григорьева много лет работала заведующей яслями № 1, избиралась депутатом Кировского райсовета города Томска.
По окончании школы № 8 в 1955 году прошёл конкурс и был принят в труппу Областного драматического театра. Роли: Вася в пьесе «Димка-невидимка» (В.Н Коростылёв, М. Г. Львовский), Степан в пьесе М. Ф. Шатрова «Именем революции», Умберто в пьесе «Филумена Мартурано» Эдуардо де Филиппо.
1958—1960 — служба в театре Военно-морского Тихоокеанского флота (г. Совгавань). Роли: Шурик Горяев в пьесе «Два цвета» (А. Г. Зак, И. К. Кузнецов), Быстров в пьесе «Люди, которых я видел» С. С. Смирнова, Сашко в пьесе «Весёлка» (М. Зарудный).
1961—1966 — учёба в ГИТИСе на режиссёрском курсе народного артиста СССР А. А. Гончарова. Педагоги: заслуженный деятель искусств РСФСР В. Н. Власов, народный артист РСФСР Л. П. Галлис, В. С. Волгородский, заслуженный артист РСФСР Ю. С. Филимонов.
Дипломный спектакль защищал в Калужском театре драмы, где поставил водевиль «Вовка на планете Ялмез» (В.Н Коростылёв, М. Г. Львовский), «Перстенёк» (К. Г. Паустовский).
В 1966 году, после защиты диплома, был направлен во Владимирский театр драмы, где поставил спектакли «Королевский брадобрей» А. В. Луначарского, «Собака на сене» Лопе де Вега, «Тяжкое обвинение» Л. Р. Шейнина, «Только телеграммы» В. Осипова, «Город без любви» Э. Успенского, «Варшавская мелодия» Л. Зорина.
В 1968 году в качестве главного режиссёра был приглашён в Ташкентский русский ТЮЗ. Параллельно возглавил режиссёрский курс в Ташкентском театрально-художественном институте. Спектакли: «Город на заре» А. Н. Арбузова, «Пора любви» В. П. Катаева.
С 1970 года — главный режиссёр Хабаровского ТЮЗа. Спектакли: «Июнь — Корань» (А. Рогаль), «Московские каникулы», «Одной любовью меньше» (А. И. Кузнецов).
С 1971 по 1973 год — главный режиссёр Хабаровского театра музыкальной комедии. Спектакли: «Бравый солдат Швейк» (муз. В. Лукашова и Д. Шевцова), «Венские встречи» (И. Штраус), «Фиалка Монмартра» (И. Кальман), «Мадемуазель Нитуш» (Ф. Эрве), «Пора любви» (Л. Василевский),  «Не прячь улыбку» (пьеса В. Есьмана и К. Крикоряна, музыка Р. Гаджиева).
- В 1973 году получил приглашение от Министерства культуры Казахской ССР принять участие в создании Карагандинского театра музкомедии.
- С 1972 по 1980 гг. ВТО — лаборатория режиссёров музыкального театра под руководством Народного артиста РСФСР Г. П. Ансимова.

С 1973 по 1987 год (c перерывом) — главный режиссёр Карагандинского государственнко театра музыкальной комедии. Спектакли: «Вольный ветер» И. О. Дунаевского, «Не прячь улыбку» Р. Гаджиева, «Хитроумный обманщик» А. Исакова, «Терезина» О. Штрауса, «Восемнадцать лет» В. П. Соловьёва-Седого, «Сорочинская ярмарка» А. П. Рябова, «Свадьба в Малиновке» Б. А. Александрова, «Венские встречи» И. Штрауса, «Сильва» И. Кальмана, праздничные и юбилейные концерты областного масштаба. В первый сезон работы Карагандинского театра из шести спектаклей четыре поставлены В. Б. Григорьевым: «Вольный ветер», «Не прячь улыбку», «Венские встречи», «Фиалка Монмартра».
В 1975 году Указом Президиума Верховного Совета Казахской ССР было присвоено почётное звание заслуженный деятель искусств Казахской ССР.
В 1980 по 1981 год — главный режиссёр Театра музыкальной комедии г. Томска-7 (город Северск). Спектакли: «Севастопольский вальс» К. Я. Листова, «Венская кровь» И. Штрауса, «Золушка» А. Спадавеккиа, «Стряпуха» В. Гроховского, «Венские встречи» И. Штрауса, «Я люблю тебя» Л. Н. Колодуба, Городской юбилейный концерт.
1981—1983 — главный режиссёр Оренбургского театра музыкальной комедии. Спектакли: «Сердце корсиканки» (О. Штраус), «Любовь рассудит» (В. Гроховский), «Голландочка» (И. Кальман), «Настоящие мужчины» (В. Баснер), Юбилейные городские концерты.
С 1987 года — главный режиссёр музыкального театра оперы и балета г. Йошкар-Ола. Спектакли: «Женихи» И. О. Дунаевского, «Фраскита» Ф. Легара.
С 1988 по 1991 год — директор кинодирекции Кировского района г. Москвы.
1991—1994 гг. — Московский союз концертных деятелей РФ — директор фирмы «Арт-синема».
С 1994 по 1995 год — директор-распорядитель театра «Бенефис» (г. Москва).
С 1995 по 2012 год — директор Московского детского театра Теней.
Член Союза театральных деятелей РФ с 1999 года.
Скончался 1 мая 2024 года в Москве на 88-м году жизни. Предварительная причина смерти — сердечно-сосудистая недостаточность.

## Семья
- Супруга — Григорьева (Желенкова) Нина Николаевна (20 февраля 1941, Москва). После окончания в 1968 году вокального отделения музыкального училища имени М. М. Ипполитова-Иванова, работала в театрах музыкальной комедии Хабаровска, Караганды, Томска, Оренбурга ведущей солисткой-вокалисткой.

Сильный выразительный голос Н. Желенковой — драматическое сопрано — хорошо сочетается с её внешним обаянием. Она обладает и прекрасными танцевальными данными, о чём свидетельствует роль танцовщицы Изабеллы а оперетте «Венские встречи»… Н. Желенкова хорошо вникает в режиссёрский замысел, отлично чувствует тональность спектакля. Она умеет осмысливать образ. У неё незаурядный дар сценического перевоплощения в одном и том же спектакле…Её мимика, движения и жесты отточены и изящны.— Степанов С. «Примадонна» // Звезда Прииртышья № 172 (11970), 30 августа 1978 г.
Пресса
Ярко, эмоционально, убедительно // Темиртауский рабочий № 38 (1451), 26 марта 1974 г.
Как стать счастливой // Индустриальная Караганда № 285 (13086), 2 декабря 1976 г.
Никогда не кончается юность // Целиноградская правда, № 105 (11787), 26 мая 1977 г.
Степанов С. Примадонна // Звезда Прииртышья № 172 (11970), 30 августа 1978 г.
Поздняя серенада // Южный Урал, 10 апреля 1985 г.
- Сын Григорьев Борис Вадимович 1973 года рождения, г. Москва. Юрист.
- Сын Григорьев Григорий Вадимович 1959 года рождения, г. Советская Гавань. Дизайнер.

## Награды
- Диплом Первой степени Главному режиссёру Хабаровского театра юного зрителя Григорьеву В. Б. за постановку спектакля «Одной любовью меньше» А. Кузнецова, за творческие успехи во Всероссийском фестивале спектаклей драматических и детских театров, посвящённом 100-летию со дня рождения В. И. Ленина. (1970 год) (Республиканская (РСФСР) комиссия по проведению фестиваля.)
- Награждён знаком «Победитель социалистического соревнования 1973 года» (постановление Карагандинского облисполкома депутатов трудящихся и облсовпрофа от 9 января 1974 года).
- Указом Президиума Верховного Совета Казахской ССР от 1 декабря 1975 года присвоено почётное звание заслуженного деятеля искусств Казахской ССР.
- Ветеран труда. 30 декабря 1996 года.
- Награждён медалью «В память 850-летия Москвы» (Указ от 26 февраля 1997 года).

## Пресса
- «Амурская правда» (№ 133(15362) 1 июня 1971 г.) «Встреча со старыми знакомыми»
- «Биробиджанская Звезда» (№ 87(9443) 1 мая 1972 г. «Продолжение знакомства»
- «Биробиджанская Звезда» (№ 102) 21 мая 1971 г.) «Гастроли Хабаровского театра Музыкальной комедии»
- «Тихоокеанская Звезда» (№ 31(15614) 6 февраля 1972 г. «Знакомьтесь новые имена».
- «Казахстанская правда» (№ 268 (15.467) 16 ноября 1973 г. «Рождение театра»
- «Казахстанская правда» (№ 178 (15.983) 1 августа 1975 г.) «Молодо — не зелено»
- «Индустриальная Караганда» 27.09.1975 «Молодость — наша традиция»
- «Ленинская Смена» (№ 149 (8637) 31 июля 1975 г.) «Здравствуй, товарищ оперетта!»
- «Индустриальная Караганда» (октябрь 1976 г.) «Начиная четвёртый сезон»
- «Темиртауский рабочий» (38 (4753) 27 марта 1976 г.) «Перед закрытием занавеса»
- «Индустриальная Караганда» (№ 230 (13367) 1 октября 1977 г. «Карагандинский Государственный театр Музыкальной комедии»
- «Южный Урал» (252 (17050) 31 октября 1981 г.) «Занавес открывается завтра»
- «Южный Урал» (от 6 марта 1982 г.) «Оперетта на все времена»
- «Южный Урал» (13 марта 1982 г.) «Любовь рассудит»
- «Южный Урал» (№ 28 (17427) 3 февраля 1983 г.) «Секреты мастерства»
- Татьяна Ушанова. Вадим Григорьев: «Театр — источник духовного общения между поколениями» // «Московский железнодорожник», 2011 г.
- Вадим Григорьев "Всё началось в Томске" издательство "Онто Принт" 2016.ISBN 978-5-906802-66-8